# Kevin Magaña
Kevin Uriel Magaña Araujo (Guadalajara, Jalisco, México; 1 de febrero de 1998) es un futbolista mexicano, juega como extremo y su equipo actual son los Mineros de Zacatecas de la Liga de Expansión MX, también es jugador internacional con Sub-20 de México.

## Trayectoria

### Club Deportivo Guadalajara
El 16 de julio del 2017; Kevin Magaña debutó en la Campeón de Campeones jugando 60' minutos y saliendo de cambio por José Juan Macías en la derrota 1-0 ante los Tigres UANL.
El 26 de julio del 2017 debuta en la Copa MX, usando el número 99, jugando los 90' minutos en la derrota 2-0 ante Santos Laguna.

### Club Atlético Zacatepec
El 14 de diciembre del 2017, se oficializa su traspaso al Club Atlético Zacatepec en calidad de Préstamo por 1 año.

## Selección nacional

### Sub-17

#### Campeonato Sub-17
El 24 de febrero del 2015; Magaña fue incluido en la lista definitiva de los 20 jugadores qué jugaron el Campeonato Sub-17 2015, con sede en Honduras.
Debutó el 28 de febrero del 2015 en el Campeonato sub-17 2015, jugando 46' minutos y saliendo de cambio por Alejandro Zamudio en la victoria 3-1 ante Panamá.

#### Copa Mundial Sub-17
Magaña fue incluido en la lista definitiva de los 21 jugadores qué jugaron el Mundial Sub-17 2015, con sede en Chile.
Debutó el 18 de octubre del 2015 en el Mundial sub-17 2015, jugando 64' minutos y saliendo de cambio por Javier Ibarra en la victoria 2-0 ante Argentina.

## Clubes

### Estadísticas
Actualizado al último partido jugado el 27 de septiembre de 2024.
| C. D. Guadalajara · México          | 1.ª           | 2016-17       | 0   | 0  | 1  | 0 | ― | ― | 1   | 0  |
| C. D. Guadalajara · México          | 1.ª           | 2017          | 1   | 0  | ―  | ― | ― | ― | 1   | 0  |
| C. D. Guadalajara · México          | Total club    | Total club    | 1   | 0  | 1  | 0 | 0 | 0 | 2   | 0  |
| C. A. Zacatepec · México            | 2.ª           | 2018          | 6   | 1  | 5  | 0 | ― | ― | 11  | 1  |
| C. A. Zacatepec · México            | 2.ª           | 2018-19       | 12  | 1  | 5  | 0 | ― | ― | 17  | 1  |
| C. A. Zacatepec · México            | 2.ª           | 2019-20       | 26  | 3  | 3  | 0 | ― | ― | 29  | 3  |
| C. A. Zacatepec · México            | Total club    | Total club    | 44  | 9  | 13 | 0 | 0 | 0 | 57  | 9  |
| C. D. Tapatío · México              | 2.ª           | 2020          | 10  | 0  | ―  | ― | ― | ― | 10  | 0  |
| C. D. Tapatío · México              | Total club    | Total club    | 10  | 0  | 0  | 0 | 0 | 0 | 10  | 0  |
| A. Morelia · México                 | 2.ª           | C-2021        | 17  | 0  | ―  | ― | ― | ― | 17  | 0  |
| A. Morelia · México                 | 2.ª           | A-2021        | 7   | 0  | ―  | ― | ― | ― | 7   | 0  |
| A. Morelia · México                 | Total club    | Total club    | 24  | 0  | 0  | 0 | 0 | 0 | 24  | 0  |
| Tlaxcala F. C. · México             | 2.ª           | 2022          | 9   | 1  | ―  | ― | ― | ― | 9   | 1  |
| Tlaxcala F. C. · México             | Total club    | Total club    | 9   | 1  | 0  | 0 | 0 | 0 | 9   | 1  |
| Mineros · México                    | 2.ª           | 2022-23       | 20  | 0  | ―  | ― | ― | ― | 20  | 0  |
| Mineros · México                    | 2.ª           | 2023-24       | 35  | 3  | ―  | ― | ― | ― | 35  | 3  |
| Mineros · México                    | 2.ª           | 2024-25       | 10  | 1  | ―  | ― | ― | ― | 10  | 1  |
| Mineros · México                    | Total club    | Total club    | 65  | 4  | 0  | 0 | 0 | 0 | 65  | 4  |
| Total carrera                       | Total carrera | Total carrera | 151 | 10 | 15 | 0 | 0 | 0 | 166 | 10 |
| (1)Incluye datos de la Copa México. |               |               |     |    |    |   |   |   |     |    |

### Resumen estadístico
| Competición           | Partidos | Goles | Media goleadora |
| --------------------- | -------- | ----- | --------------- |
| Primera división      | 1        | 0     | 0,0             |
| Liga de Ascenso       | 44       | 5     | 0,11            |
| Liga de Expansión     | 61       | 1     | 0,02            |
| Copas nacionales      | 15       | 0     | 0,0             |
| Copas internacionales | 0        | 0     | 0,0             |
| Total                 | 120      | 6     | 0,05            |